# Акимцев, Василько Васильевич
Василько Васильевич Акимцев (9 января 1893, село Белый Ключ Тифлисской губернии, Российская Империя — 11 февраля 1967, Ростов-на-Дону, СССР) — советский российский биолог, специалист в области почвоведения. В разное время был заведующим кафедрой почвоведения в АСХИ, ДСХИ, РГУ. В 1961 г. был награждён орденом Ленина. В 1966 г. был избран почётным членом Всесоюзного общества почвоведов. Автор более сотни научных трудов, посвящённых различным вопросам почвоведения. В трудах Зонна С. В. упоминается как старейший исследователь почв Кавказа.

## Биография
Родился 9 января 1893 года в селе Белый Ключ Тифлисской губернии в семье отставного солдата Василия Ефимовича Акимцева и тифлисской крестьянки Ольги Казимировны Акимцевой.
В 1904 г. окончил школьное обучение и начал учёбу в реальном училище г. Тифлиса.
В 1923 г. окончил Высшие сельскохозяйственные курсы.
В 1924 г. окончил агрономический факультет Тифлисского политехнического института. После окончания института остается работать в нём препаратором кафедры почвоведения.
В 1925 г. Акимцев переходит работать в Кубанский сельскохозяйственный институт на должность ассистента кафедре общего земледелия.
В 1929 г. Акимцев исполняет должность профессора и заведующего кафедрой почвоведения Каменец-Подольского сельскохозяйственного института (Украина).
В 1933 г. заведует кафедрой почвоведения в Азербайджанском сельскохозяйственном институте.
В 1937 г. — заведует кафедрой почвоведения в Дагестанском сельскохозяйственном институте (ДСХИ). В этом же году В. В. Акимцев утверждается в звании профессора и ему присуждается степень кандидата сельскохозяйственных наук без защиты диссертации.
С 1941 по 1951 гг. профессор на кафедре почвоведения в Ростовском государственном университете (РГУ), затем эвакуируется в Киргизию, работает агрономом в Грузии и снова заведует кафедрой почвоведения в ДСХИ.
С 1951 г. и до конца жизни В. В. Акимцев руководил кафедрой почвоведения и агрономии Ростовского государственного университета.
В 1954 г. защитил докторскую диссертацию о почвах Прикаспийской низменности Кавказа.

## Научная деятельность
Акимцев В. В. автор 160 научных трудов. Он разрабатывал новые направления почвоведения.
В 1926 году для исследований приехал в Горную Чечню. Полевые почвенные исследования в Горной Чечне В. В. Акимцев осуществил на территории Веденского, Шароевского, Шатоевского и Итум-Калинского округов.
В 1966 году избирается почётным членом Всесоюзного общества почвоведов.

### Научные труды
- Об инверсии почвенных зон на Кавказе // Почвоведение. 1926а. № 2. С. 92-93.
- Талышинские желтозёмы и их генезис // Почвоведение. 1926б. № 1. С. 82-85.
- Почвы Талыша // Материалы по районированию Азербайджанской ССР. Т. 2. Баку, 1927а.
- Почвы Ганджинского района (правобережье Куры) // Материалы по районированию Азербайджанской ССР. Т. 2. Баку, 1927б. С. 32-47.
- К вопросу о вертикальной зональности почв (предварительное сообщение) // Тр. Сев.-Кавк. ассоциации НИИ. Т. 1. № 40. Ежегодник по изучению почв Северного Кавказа за 1927 год. Ростов н/Д, 1928а. С. 59-69.
- Почвы Малой Чечни // Тр. Сев.-Кавк. ассоциации НИИ. Вып. 1. № 32. Ростов н/Д, 1928б. 59 с.
- Исторические почвы Каменец-Подольской крепости // Тр. II Междунар. конгресса почвоведов. М., 1930а. Т. 5. С. 132—140.
- Почвы Анапского района: матер. по изучению почв районов виноградарства Северного Кавказа / Тр. Анап. опыт. станции по виноградарству и виноделию. Анапа: Изд. Садвинтреста, 1930б. 72 с.
- О перегнойно-сульфатных почвах // Почвоведение. 1931. № 5-6. С. 30-35.
- Осолодение почв в Восточном Закавказье // Почвоведение. 1937а. № 1. С. 33-64.
- Почвы низового Азербайджана // Почвоведение. 1937б. № 8. С. 1160—1179.
- Ёмкость обмена органической и минеральной части почв Восточного Закавказья // Почвоведение. 1939. № 9. С. 144—151.
- О возрасте почв Прикаспийской низменности Кавказа // Почвоведение. 1945а. № 9-10. С. 481—488.
- Климат и почвы субтропических районов Дагестана // О развитии субтропических плодовых культур в Дагестанской АССР. Махачкала: Дагестан. изд-во, 1945б.
- Почвы и вино // Виноделие и виноградарство СССР. 1946. № 5. С. 7-14.
- Виноградно-винодельческие районы Дагестана // Виноделие и виноградарство СССР. 1947а. № 7.
- Почвы Дагестана и их использование в сельском хозяйстве // Тр. науч. сессии Дагестан. базы АН СССР. Махачкала, 1947б
- Почвенные ресурсы Дагестана // Тр. 1-й науч. сессии Дагестана на базе АН СССР. Махачкала, 1948. С. 143—162.
- Памяти учителя С. А. Захарова // Почвоведение. 1949. № 2.
- Почвы и качество вин // Почвоведение. 1950. № 5. С. 296—302.
- Светло-каштановые почвы и их использование. Тр. Дагестан. СХИ. 1951. Т. 5.
- Плодородие генетических горизонтов почв плоскостного Дагестана // Тр. Дагестан. НИИСХ. Т. 5. Махачкала, 1952.
- Об эволюции почв на Прикаспийском побережье // Почвоведение. 1953. № 11. С.43-51.
- Почвы Прикаспийской низменности Кавказа // Автореф. … докт. с.-х. наук. Тбилиси, 1954. 20 с
- Почва и вино // Виноделие и виноградарство СССР. 1956. № 6.
- Почвы и болезни // Почвоведение. 1957а. № 7. С. 91-98.
- Почвы Прикаспийской низменности Кавказа. Ростов н/Д: Изд-во Ростов. ун-та, 1957б. 491 с
- Опыт почвенного районирования Северного Кавказа и Нижнего Дона на биохимической 209 основе // Природное районирование Северного Кавказа и Нижнего Дона. Ростов н/Д, 1959. С. 20-33.
- Что такое микроудобрения и как они применяются в сельском хозяйстве. 2-е изд. Ростов н/Д: Изд-во Ростов. ун-та, 1961. 26 с.
- Микроэлементы и их применение. Ростов н/Д: Ростов. кн. изд-во, 1962а.
- О древнем почвообразовании на Триалетском хребте в Грузии // Почвоведение. 1962б. № 1. С. 109—110.
- Агрохимия и урожай. Ростов н/Д: Ростиздат, 1964. 47 с., совместно с Болдыревой А.В, Голубевым С.Н, Кудрявцевым М.Н, Руденской К.В, Садименко П.А, Соборниковой И. Г.
- Содержание микроэлементов в почвах Ростовской области // Микроэлементы и естественная радиоактивность почв: Материалы 3-го межвуз. совещ. Ростов н/Д: Изд-во РГУ, 1962. С. 38-41., совместно с Коноваловым И.А[3].
- Почвенно-гидрологический очерк дельты Самура // Тр. Дагестан. СХИ. 1941., совместно с Кудрявцевым М.Н, Садименко П. А.
- О приборе ПК-2 проф. Ф. Е. Колясева для определения влажности почвы // Почвоведение. 1955. № 1. С. 97-99., совместно с Митлиным З. М.,Смольяниновым И. И.